# Pákozd
Pákozd è un comune dell'Ungheria di 2.829 abitanti (dati 2001). È situato nella contea di Fejér.